# Мейвуд-Парк (Орегон)
Мейвуд-Парк (англ. Maywood Park) — місто (англ. city) в США, в окрузі Мултнома штату Орегон. Населення — 829 осіб (2020).

## Географія
Мейвуд-Парк розташований за координатами 45°33′9″ пн. ш. 122°33′42″ зх. д. / 45.55250° пн. ш. 122.56167° зх. д. (45.552517, -122.561778).  За даними Бюро перепису населення США в 2010 році місто мало площу 0,45 км², уся площа — суходіл.

## Демографія
Згідно з переписом 2010 року, у місті мешкали 752 особи в 300 домогосподарствах у складі 217 родин. Густота населення становила 1683 особи/км².  Було 312 помешкання (698/км²).
Расовий склад населення:
| - 85,5 % — білих - 5,9 % — азіатів - 3,5 % — чорних або афроамериканців - 0,4 % — корінних американців - 0,1 % — вихідців з тихоокеанських островів |

До двох чи більше рас належало 4,0 %. Частка іспаномовних становила 4,0 % від усіх жителів.
За віковим діапазоном населення розподілялося таким чином: 20,6 % — особи молодші 18 років, 63,7 % — особи у віці 18—64 років, 15,7 % — особи у віці 65 років та старші. Медіана віку мешканця становила 42,8 року. На 100 осіб жіночої статі у місті припадало 91,3 чоловіків;  на 100 жінок у віці від 18 років та старших — 93,8 чоловіків також старших 18 років.
Середній дохід на одне домашнє господарство  становив 87 832 долари США (медіана — 80 625), а середній дохід на одну сім'ю — 99 746 доларів (медіана — 88 229). Медіана доходів становила 60 375 доларів для чоловіків та 68 929 доларів для жінок. За межею бідності перебувало 4,5 % осіб, у тому числі 6,5 % дітей у віці до 18 років та 0,0 % осіб у віці 65 років та старших.
Цивільне працевлаштоване населення становило 458 осіб. Основні галузі зайнятості: освіта, охорона здоров'я та соціальна допомога — 20,3 %, науковці, спеціалісти, менеджери — 16,2 %, транспорт — 10,5 %, фінанси, страхування та нерухомість — 8,7 %.